# La Grande-Fosse
La Grande-Fosse – miejscowość i gmina we Francji, w regionie Grand Est, w departamencie Wogezy.
Według danych na rok 1990 gminę zamieszkiwało 69 osób, a gęstość zaludnienia wynosiła 10 osób/km² (wśród 2335 gmin Lotaryngii La Grande-Fosse plasuje się na 976. miejscu pod względem liczby ludności, natomiast pod względem powierzchni na miejscu 841.).